# Frédéric-Maurice de La Tour d'Auvergne (1605-1652)
Pour les articles homonymes, voir Frédéric-Maurice de La Tour d'Auvergne.
Frédéric-Maurice de La Tour d'Auvergne (Sedan, 22 octobre 1605 - Pontoise, 7 novembre 1652), duc de Bouillon, prince de Sedan, comte d'Evreux est un noble et un militaire français.
Son frère était le célèbre Turenne (1611-1675), maréchal de France.

## Biographie
Fils de Henri de La Tour d'Auvergne (1555-1623), duc de Bouillon et vicomte de Turenne, et d'Élisabeth de Nassau (1577-1642), il est élevé dans un calvinisme strict par le pasteur Pierre Du Moulin.
En 1621, il part aux Pays-Bas, en tant qu'enseigne dans le régiment de Maisonneuve, pour s'instruire dans l'art de la guerre sous les ordres de ses oncles, Maurice de Nassau et Frédéric-Henri d'Orange-Nassau. Devenu second duc de Bouillon à la mort de son père le 25 mars 1623, il participe avec les Hollandais et son oncle, Frédéric-Henri d'Orange-Nassau, au siège de Bois-le-Duc en 1629, et reçoit en récompense le gouvernement de Maastricht. Il abjure le calvinisme en fin d'année 1633, au profit de la religion catholique et épousa le 1er février 1634, par amour et contre la volonté de sa famille, sa cousine Éléonore de Bergh, fervente catholique, fille de Frédéric de Bergh et petite-fille de Marie de Nassau (1539-1599), perdant par là même la succession de son oncle Nassau.
Le 12 octobre 1635, il prend du service dans l'armée française comme maréchal de camp, commandant la cavalerie de l'armée de Flandres. Il prend alors une grande part aux guerres civiles, et livra, avec le comte de Soissons, la bataille de la Marfée contre les troupes de Richelieu (1641), il se rallie au roi et commandait pendant les combats en Italie. Il est compromis dans la conspiration de Cinq-Mars (1642).
Il est arrêté à l'armée d'Italie qu'il commandait et est emprisonné à Pierre-Encise, près de Lyon. Sa femme menace de livrer la principauté et surtout la forteresse de Sedan aux Espagnols ; le prince obtient ainsi des conditions plus avantageuses que prévu après sa double conspiration contre Richelieu et Louis XIII. Par traité du 15 septembre 1642, il cède à la France sa principauté de Sedan et Raucourt. Quand il est relâché en 1644, il se rend à Rome où le pape lui confie le commandement de son armée. Il fut longtemps l'âme de la Fronde.
Il meurt à Pontoise en 1652. Il est inhumé à l’abbaye de Cluny, où son épouse le rejoint, jusqu’à ce qu’un jugement du Parlement de Paris, en 1710, condamne leur fils le cardinal Emmanuel-Théodose de La Tour d'Auvergne pour félonie : son sarcophage est retiré et les travaux sur leur tombeau commun sont interrompus.
Il a laissé des Mémoires (Pierre Trabouillet, Paris, 1692  et Jean-Frédéric Bernard, Amsterdam, 1731).

## Descendance

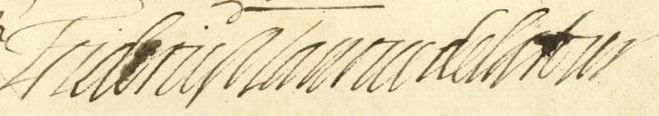
Signature du duc en 1623.

Frédéric-Maurice et Éléonore de Bergh eurent dix enfants :
- Élisabeth (1635-1680), qui épousa le 20 mai 1656 Charles III d'Elbeuf ;
- Godefroy-Maurice (1636-1721) ;
- Louise-Charlotte (1638-1683) « dite Mademoiselle de Bouillon » ;
- Amélie (1640-), religieuse ;
- Frédéric-Maurice (1642-1707), comte d'Auvergne, qui épousa en 1662, Françoise de Hohenzollern-Hechingen marquise de Berg-op-Zoom, petite-fille de Jean-Georges de Hohenzollern-Hechingen ;
- Emmanuel-Théodose (1643-1715), abbé de Cluny, évêque d'Albano puis d'Ostie ;
- Hippolyte (1645-), religieuse ;
- Constantin-Ignace  (1646-1670) dit le « chevalier de Bouillon », présenté de minorité à l'âge de 16 ans dans l'ordre de Saint-Jean de Jérusalem en 1662[2] ;
- Henri-Ignace  (1650-1675) dit le « chevalier de Bouillon » ;
- Mauricette-Fébronie (1652-1706), qui épousa en 1668 Maximilien, landgrave de Leuchtenberg et fils de l'électeur Maximilien Ier de Bavière.